# Битва під Чорним Островом (1920)

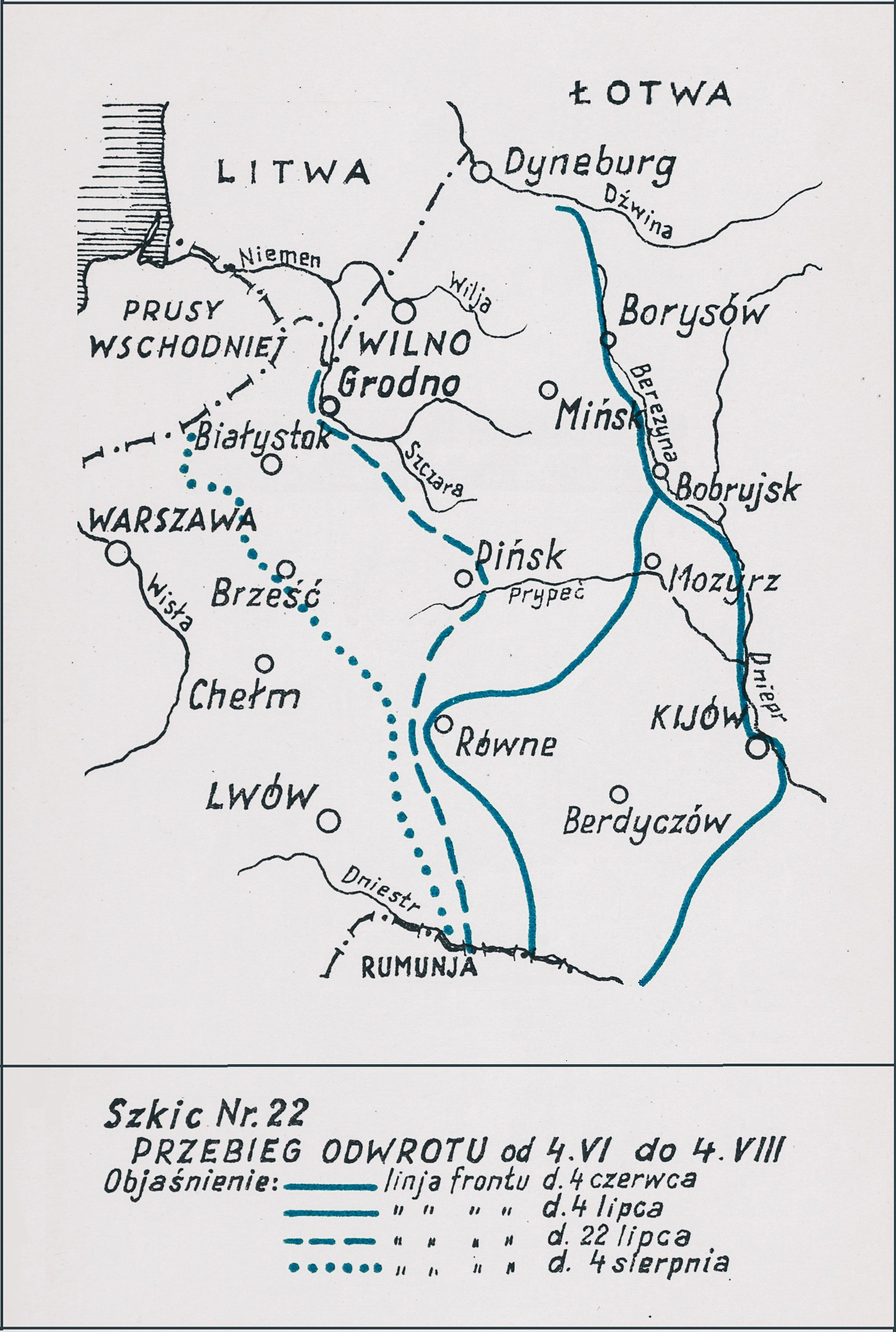
Адам Пржибильський, Польська війна 1918—1921 рр.

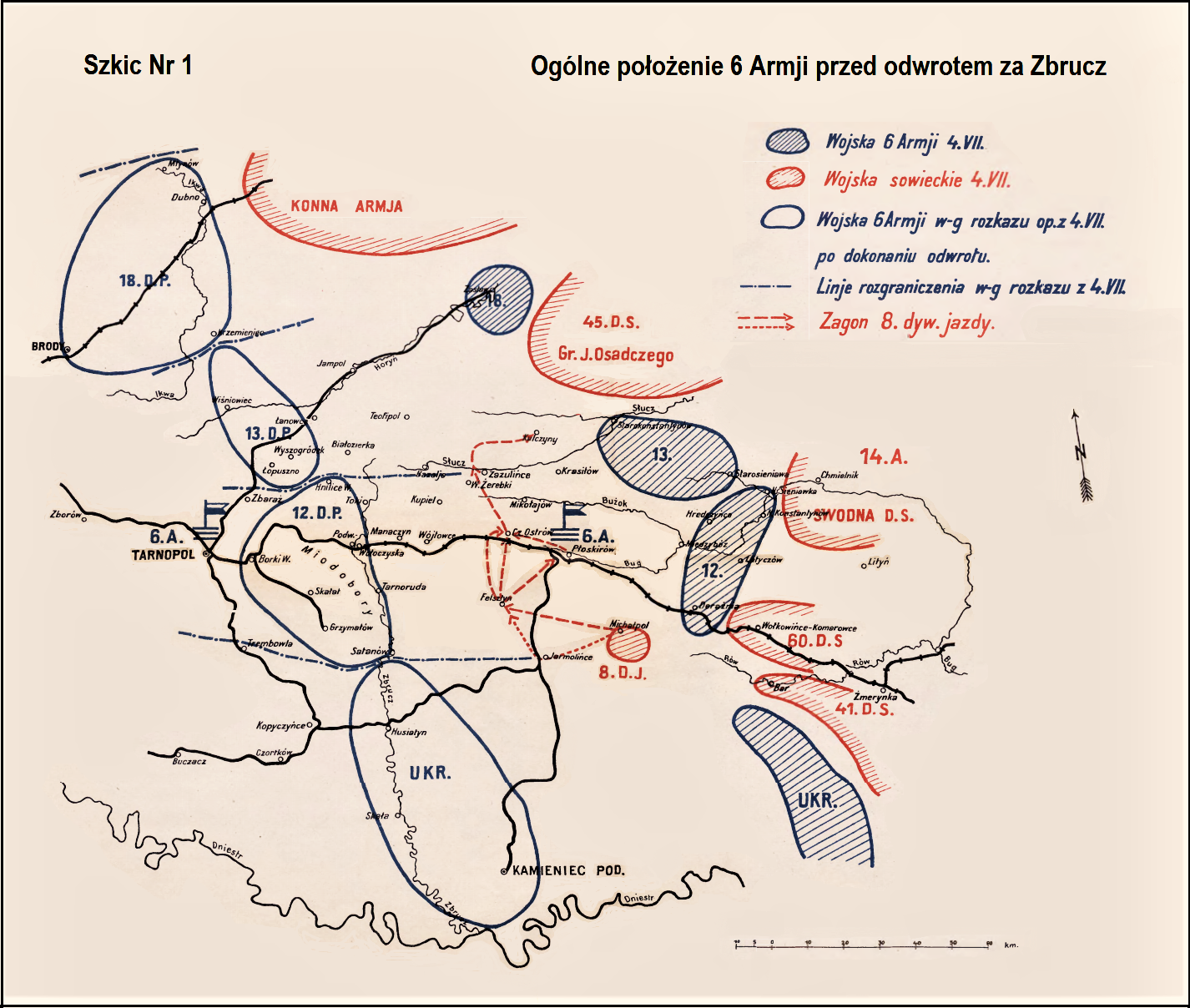
Маріан Кукель, Битва за Валахію

Битва під Чорним Островом — бойові дії між польським 5-м полком уланів і частинами радянської 8-ї кавалерійської дивізії під час наступу Південно-Західного фронту під час польсько-більшовицької війни.

## Загальна ситуація
26 травня в Україні війська радянського Південно-Західного фронту перейшли в наступ, а 5 червня три дивізії радянської 1-ї Кінної армії Семена Будьонного остаточно прорвали польський фронт під Самгородком на ділянці оборони генерала Яна Савицького. 10 червня 3-тя польська армія почала відступати з Києва в бік Коростеня. В останні дні червня окремі оперативні частини Українського фронту, якими вже керував генерал Едвард Ридз-Шмігли, були згруповані таким чином: українська армія генерала Михайла Омеляновича-Павленка було зосереджено на Дністрі, у напрямку до кордону з Румунією, 6-та армія генерала Вацлава Івашкевич-Рудошанського зайняла ділянку фронту Дністер-Хмельник-Любар, новосформована 2-га армія генерала Казімєжа Рашевського знаходилася на лінії річок Случ і Горинь, а 3-тя армія генерала Едварда Ридз-Смігли знаходилася на річці Уборця.
4 липня частини радянської 14-ї армії прорвали польську оборону під Баром і рушили в тил 6-ї армії.

## Бої біля Чорного Острова
На межі червня та липня резервний ескадрон 5-го уланського полку захищав залізничну лінію Деражня — Жмеринка. 5 липня підрозділи 5-го уланського полку вантажилися на залізничний транспорт і вирушали до Гарволіна. Оскільки паровозів не було, останній ешелон чисельністю близько 70 осіб і 80 коней залишився на станції. Того дня, перед північчю, сильний підрозділ 8-ї червонокозацької кавалерійської дивізії, що йшов у тил 6-ї польської армії, атакував польський підрозділ, що стояв табором на станції під командуванням 2-го поручика Єжи Войзбуна. Використовуючи вогонь півтора десятка кулеметів та артилерію, козаки стрімким строєм почали атаку. Молоді польські улани не дали себе злякати й атаку було відбито. Коней, що стояли у вагонах, врятувати не вдалося, і совєти вели по них масований вогонь. Наступного ранку совєти здійснили ще одну атаку. Знову артилерія обстріляла станцію і атакувала польську частину. І ці атаки були відбиті з близької відстані.
Проте старший лейтенант Войзбун вирішив, що транспорт не врятувати, і близько 9:30 наказав відступати вздовж залізничної колії. У постійних боях вони відступали під вогнем двох великокаліберних кулеметів. У другій половині дня ескадрон досяг станції Війтівці, яку захищали інші польські частини, звідки наступного дня вирушила до Гарволіна.
6 липня інший підрозділ радянської 8-ї кавалерійської дивізії, що діяв уздовж залізничної лінії Плоскирув — Волочиськ, завдав удару по штабному потягу армії УНР за кілька кілометрів від Чорного Острова. Обозна атаку козаків відбила, але обидві сторони зазнали значних втрат. Серед загиблих був генерал-квартирмейстер полковник Євген Мишковський[./Bitwa_pod_Czarnym_Ostrowem_(1920)#cite_note-CITEREFOdziemkowski2004303-12 [11]].

## Баланс боїв
Бій під Чорним Островом на кілька годин затримав марш частини 8-ї кавалерійської дивізії в тил 6-ї армії. Польські втрати становили 14 убитих і двадцять поранених.